# Ierland op de Paralympische Zomerspelen 2020
Ierland was een van de landen die deelnam aan de Paralympische Zomerspelen 2020 in Tokio, Japan.

## Medailleoverzicht
| Atletiek   | Jason Smyth                                   | 100 m, T13 (m)                   | Goud   |  |  |
| Wielrennen | Katie-George Dunlevy Piloot: Evelyn McCrystal | Wegwedstrijd, B (v)              | Goud   |  |  |
| Wielrennen | Katie-George Dunlevy Piloot: Evelyn McCrystal | Tijdrit, B (v)                   | Goud   |  |  |
| Zwemmen    | Ellen Keane                                   | 100 m schoolslag, SB8 (v)        | Goud   |  |  |
|            |                                               |                                  |        |  |  |
| Wielrennen | Katie-George Dunlevy                          | Individuele achtervolging, B (v) | Zilver |  |  |
| Zwemmen    | Nicole Turner                                 | 50 m vlinderslag, S6 (v)         | Zilver |  |  |
|            |                                               |                                  |        |  |  |
| Wielrennen | Gary Oreilly                                  | Tijdrit, H5 (m)                  | Brons  |  |  |

## Deelnemers en resultaten
(m) = mannen, (v) = vrouwen, (g) = gemengd 

### Atletiek

#### Baanonderdelen
| Atleet            | Onderdeel         | Series              | Series              | Finale              | Finale              |
| Atleet            | Onderdeel         | Resultaat           | Rang                | Resultaat           | Rang                |
| ----------------- | ----------------- | ------------------- | ------------------- | ------------------- | ------------------- |
| Michael McKillop  | 1500 m, T38 (m)   | Niet van toepassing | Niet van toepassing | 4:27.69             | 8e                  |
| Patrick Monahan   | Marathon, T54 (m) | Niet van toepassing | Niet van toepassing | 1:32:54             | 12e                 |
| Jason Smyth       | 100 m, T13 (m)    | 0:10.74             | 2e                  | 0:10.53             | Goud                |
|                   |                   |                     |                     |                     |                     |
| Orla Comerford    | 100 m, T13 (v)    | 0:12.87             | 13e                 | Niet gekwalificeerd | Niet gekwalificeerd |
| Greta Streimikyte | 1500 m, T13 (v)   | 4:45.98             | 2e                  | 4:34.82             | 5e                  |

#### Veldonderdelen
| Paralympiër     | Onderdeel             | Resultaat | Prestatie |
| --------------- | --------------------- | --------- | --------- |
| Jordan Lee      | Hoogspringen, T47 (m) | 9e        | 1.74      |
|                 |                       |           |           |
| Mary Fitzgerald | Kogelstoten, F40 (v)  | 6e        | 7.79      |
| Niamh Mc Carthy | Discuswerpen, F41 (v) | 5e        | 28.94     |

### Bankdrukken
| Paralympiër     | Onderdeel  | Resultaat | Prestatie |
| --------------- | ---------- | --------- | --------- |
| Britney Arendse | -73 kg (v) | 7e        | 107.0     |

### Boogschieten
| Paralympiër           | Onderdeel                      | Kwalificatie | Kwalificatie | 1e ronde             | 2e ronde                      | 3e ronde                                | Kwartfinale          | Halve finale         | (troost)Finale       | Rang |
| Paralympiër           | Onderdeel                      | Score        | Positie      | Tegenstander Uitslag | Tegenstander Uitslag          | Tegenstander Uitslag                    | Tegenstander Uitslag | Tegenstander Uitslag | Tegenstander Uitslag | Rang |
| --------------------- | ------------------------------ | ------------ | ------------ | -------------------- | ----------------------------- | --------------------------------------- | -------------------- | -------------------- | -------------------- | ---- |
| Kerrie-Louise Leonard | Individueel, compound open (v) | 657          | 18e          | Niet van toepassing  | IND Jyoti Jyoti W met 141-137 | RPC Stepanida Artakhinova V met 131-141 | Uitgeschakeld        | Uitgeschakeld        | Uitgeschakeld        | 9e   |

### Kanovaren
| Atleet          | Onderdeel                  | Heats     | Heats | Halve finale | Halve finale | A/B finale | A/B finale | Eindresultaat |
| Atleet          | Onderdeel                  | Resultaat | Rang  | Resultaat    | Rang         | Resultaat  | Rang       | Eindresultaat |
| --------------- | -------------------------- | --------- | ----- | ------------ | ------------ | ---------- | ---------- | ------------- |
| Patrick O'Leary | Eenpersoons kayak, KL3 (m) | 0:43.502  | 10e   | 0:42.203     | 8e QB        | 0:42.416   | 1e         | 9e            |
| Patrick O'Leary | Eenpersoons va'a, VL3 (m)  | 0:54.470  | 8e    | 0:51.939     | 7e QA        | 0:52.910   | 5e         | 5e            |

### Paardensport
| Paralympiër                                   | Onderdeel                               | Resultaat | Prestatie |
| --------------------------------------------- | --------------------------------------- | --------- | --------- |
| Tamsin Addison                                | Dressuur, verplichte kür, graad V (g)   | 12e       | 66.452%   |
| Rosemary Jean Gaffney                         | Dressuur, verplichte kür, graad IV (g)  | 15e       | 65.390%   |
| Kate Kerr-Horan                               | Dressuur, verplichte kür, graad III (g) | 18e       | 56.470%   |
| Michael Murphy                                | Dressuur, verplichte kür, graad I (g)   | 18e       | 61.429%   |
| Tamsin Addison Kate Kerr-Horan Michael Murphy | Dressuur, team, graad I-V (g)           | 12e       | 207.176%  |

### Schietsport
| Paralympiër    | Onderdeel                         | Resultaat | Resultaat | Prestatie           | Prestatie           |
| Paralympiër    | Onderdeel                         | Score     | Rang      | Score               | Rang                |
| -------------- | --------------------------------- | --------- | --------- | ------------------- | ------------------- |
| Phil Eaglesham | 10 m luchtgeweer, staand SH2 (g)  | 626.6     | 14e       | Niet gekwalificeerd | Niet gekwalificeerd |
| Phil Eaglesham | 10 m luchtgeweer, liggend SH2 (g) | 632.0     | 21e       | Niet gekwalificeerd | Niet gekwalificeerd |
| Phil Eaglesham | 50 m geweer, liggend SH2 (g)      | 618.3     | 15e       | Niet gekwalificeerd | Niet gekwalificeerd |

### Tafeltennis
| Paralympiër | Onderdeel         | Groepsfase              | Groepsfase           | Groepsfase           | Positie | Finalefase                      | Finalefase           | Finalefase           | Finalefase           | Plaats |
| Paralympiër | Onderdeel         | Wedstrijd I             | Wedstrijd II         | Wedstrijd III        | Positie | 1/8e finale                     | Kwartfinale          | Halve finale         | Finale               | Plaats |
| Paralympiër | Onderdeel         | Tegenstander Uitslag    | Tegenstander Uitslag | Tegenstander Uitslag | Positie | Tegenstander Uitslag            | Tegenstander Uitslag | Tegenstander Uitslag | Tegenstander Uitslag | Plaats |
| ----------- | ----------------- | ----------------------- | -------------------- | -------------------- | ------- | ------------------------------- | -------------------- | -------------------- | -------------------- | ------ |
| Colin Judge | Enkelspel, C3 (m) | CHN Zhao Ping V met 1-3 | Niet van toepassing  | Niet van toepassing  | 2e      | RPC Vladimir Toporkov V met 1-3 | Uitgeschakeld        | Uitgeschakeld        | Uitgeschakeld        | 9e     |

### Wielrennen

#### Baan
| Atleet                                        | Onderdeel                           | Heats               | Heats               | (Bronzen) Finale    | (Bronzen) Finale    |
| Atleet                                        | Onderdeel                           | Resultaat           | Rang                | Resultaat           | Rang                |
| --------------------------------------------- | ----------------------------------- | ------------------- | ------------------- | ------------------- | ------------------- |
| Martin Gordon Piloot: Eamonn Byrne            | 1 km tijdrit, B (m)                 | Niet van toepassing | Niet van toepassing | 1:01.545            | 5e                  |
| Ronan Grimes                                  | 1 km tijdrit, C4-5 (m)              | Niet van toepassing | Niet van toepassing | 1:08.262            | 15e                 |
| Ronan Grimes                                  | Individuele achtervolging, C4 (m)   | 4:37.693            | 4e QB               | 4:37.001            | 4e                  |
|                                               |                                     |                     |                     |                     |                     |
| Katie-George Dunlevy Piloot: Evelyn McCrystal | 1 km tijdrit, B (v)                 | Niet van toepassing | Niet van toepassing | 1:09.044            | 6e                  |
| Katie-George Dunlevy Piloot: Evelyn McCrystal | Individuele achtervolging, B (v)    | 3:19.946            | 2e QG               | 3:21.505            | Zilver              |
| Richael Timothy                               | 500 m tijdrit, C1-3 (v)             | Niet van toepassing | Niet van toepassing | 0:42.485            | 10e                 |
| Richael Timothy                               | Individuele achtervolging, C1-3 (v) | 4:11.699            | 9e                  | Niet gekwalificeerd | Niet gekwalificeerd |

#### Weg
| Paralympiër                                   | Onderdeel              | Resultaat | Prestatie      |
| --------------------------------------------- | ---------------------- | --------- | -------------- |
| Martin Gordon Piloot: Eamonn Byrne            | Wegwedstrijd, B (m)    | DNF       | Niet gefinisht |
| Ronan Grimes                                  | Wegwedstrijd, C4-5 (m) | 11e       | 2:29:21        |
| Ronan Grimes                                  | Tijdrit, C4 (m)        | 6e        | 47:40.06       |
| Gary Oreilly                                  | Wegwedstrijd, H5 (m)   | 4e        | 2:24:57        |
| Gary Oreilly                                  | Tijdrit, H5 (m)        | Brons     | 39:36.46       |
|                                               |                        |           |                |
| Katie-George Dunlevy Piloot: Evelyn McCrystal | Wegwedstrijd, B (v)    | Goud      | 2:35:53        |
| Katie-George Dunlevy Piloot: Evelyn McCrystal | Tijdrit, B (v)         | Goud      | 47:32.07       |
| Richael Timothy                               | Wegwedstrijd, C1-3 (v) | 11e       | 1:21:22        |
| Richael Timothy                               | Tijdrit, C1-3 (v)      | 14e       | 30:55.24       |

### Zwemmen
| Atleet           | Onderdeel                              | Series    | Series | Finale              | Finale              |
| Atleet           | Onderdeel                              | Resultaat | Rang   | Resultaat           | Rang                |
| ---------------- | -------------------------------------- | --------- | ------ | ------------------- | ------------------- |
| Patrick Flanagan | 400 m vrije slag, S6 (m)               | 5:40.48   | 12e    | Niet gekwalificeerd | Niet gekwalificeerd |
| Patrick Flanagan | 100 m rugslag, S6 (m)                  | 1:26.81   | 11e    | Niet gekwalificeerd | Niet gekwalificeerd |
| Barry McClements | 400 m vrije slag, S9 (m)               | 4:27.11   | 9e     | Niet gekwalificeerd | Niet gekwalificeerd |
| Barry McClements | 100 m rugslag, S9 (m)                  | 1:06.31   | 8e     | 1:05.76             | 7e                  |
| Barry McClements | 100 m vlinderslag, S9 (m)              | 1:02.83   | 10e    | Niet gekwalificeerd | Niet gekwalificeerd |
| Barry McClements | 200 m individuele wisselslag, SM9 (m)  | 2:29.68   | 9e     | Niet gekwalificeerd | Niet gekwalificeerd |
|                  |                                        |           |        |                     |                     |
| Ellen Keane      | 100 m schoolslag, SB8 (v)              | 1:21.71   | 1e     | 1:19.93             | Goud                |
| Ellen Keane      | 200 m individuele wisselslag, SM9 (v)  | 2:40.99   | 7e     | 2:38.64             | 5e                  |
| Roisin Ni Riain  | 50 m vrije slag, S13 (v)               | 0:28.88   | 11e    | Niet gekwalificeerd | Niet gekwalificeerd |
| Roisin Ni Riain  | 400 m vrije slag, S13 (v)              | 4:45.14   | 6e     | 4:44.09             | 5e                  |
| Roisin Ni Riain  | 100 m rugslag, S13 (v)                 | 1:09.23   | 6e     | 1:08.61             | 6e                  |
| Roisin Ni Riain  | 100 m schoolslag, SB13 (v)             | 1:20.81   | 5e     | 1:20.34             | 7e                  |
| Roisin Ni Riain  | 100 m vlinderslag, S13 (v)             | 1:08.18   | 8e     | 1:09.26             | 8e                  |
| Roisin Ni Riain  | 200 m individuele wisselslag, SM13 (v) | 2:34.24   | 5e     | 2:34.12             | 6e                  |
| Nicole Turner    | 50 m vrije slag, S6 (v)                | 0:35.47   | 8e     | 0:35.29             |                     |
| Nicole Turner    | 100 m schoolslag, SB6 (v)              | 1:40.82   | 5e     | 1:41.63             | 7e                  |
| Nicole Turner    | 50 m vlinderslag, S6 (v)               | 0:36.54   | 2e     | 0:36.30             | Zilver              |

Afghanistan · 
Algerije · 
Amerikaanse Maagdeneilanden · 
Angola · 
Argentinië · 
Armenië · 
Aruba · 
Australië · 
Azerbeidzjan · 
Bahrein · 
Barbados · 
Belarus · 
België · 
Benin · 
Bermuda · 
Bosnië en Herzegovina · 
Botswana · 
Brazilië · 
Bulgarije · 
Burkina Faso · 
Burundi · 
Cambodja · 
Canada · 
Centraal-Afrikaanse Republiek · 
Chili · 
China · 
Chinees Taipei · 
Colombia · 
Congo-Brazzaville · 
Congo-Kinshasa · 
Costa Rica · 
Cuba · 
Cyprus · 
Denemarken · 
Dominicaanse Republiek · 
Duitsland · 
Ecuador · 
Egypte · 
El Salvador · 
Estland · 
Ethiopië · 
Faeröer · 
Fiji · 
Filipijnen · 
Finland · 
Frankrijk · 
Gabon · 
Gambia · 
Georgië · 
Ghana · 
Griekenland · 
Groot-Brittannië · 
Guatemala · 
Guinee · 
Guinee‑Bissau · 
Haïti · 
Honduras · 
Hongarije · 
Hongkong · 
Ierland · 
IJsland · 
India · 
Indonesië · 
Irak · 
Iran · 
Israël · 
Italië · 
Ivoorkust · 
Jamaica · 
Japan · 
Jordanië · 
Kaapverdië · 
Kameroen · 
Kazachstan · 
Kenia · 
Kirgizië · 
Koeweit · 
Kroatië · 
Laos · 
Lesotho · 
Letland · 
Libanon · 
Liberia · 
Libië · 
Litouwen · 
Luxemburg · 
Madagaskar · 
Maleisië · 
Mali · 
Malta · 
Marokko · 
Mauritius · 
Mexico · 
Moldavië · 
Mongolië · 
Montenegro · 
Mozambique · 
Namibië · 
Nederland · 
Nepal · 
Nicaragua · 
Nieuw-Zeeland · 
Niger · 
Nigeria · 
Noord-Macedonië · 
Noorwegen · 
Oeganda · 
Oekraïne · 
Oezbekistan · 
Oman · 
Oostenrijk · 
Pakistan · 
Palestina · 
Panama · 
Papoea-Nieuw-Guinea · 
Peru · 
Polen · 
Portugal · 
Puerto Rico · 
Qatar · 
Roemenië · 
Russisch Paralympisch Comité ·
Rwanda · 
Saint Vincent en Grenadines · 
Samoa · 
Saoedi-Arabië · 
Sao Tomé en Principe · 
Senegal · 
Servië · 
Seychellen · 
Sierra Leone · 
Singapore · 
Slovenië · 
Slowakije · 
Somalië · 
Spanje · 
Sri Lanka · 
Syrië · 
Tadzjikistan · 
Tanzania · 
Thailand · 
Togo · 
Tonga · 
Trinidad en Tobago · 
Tsjechië · 
Tunesië · 
Turkije · 
Turkmenistan · 
Uruguay · 
Venezuela · 
Verenigde Arabische Emiraten · 
Verenigde Staten · 
Vietnam · 
Zimbabwe · 
Zuid-Afrika · 
Zuid-Korea · 
Zweden · 
Zwitserland
Paralympisch Vluchtelingen Team